# Virtua Cop 2
Virtua Cop 2 (バーチャコップ２) est un jeu vidéo de tir au pistolet développé par Sega-AM2 et édité par Sega en 1995 sur borne d'arcade puis porté sur Saturn, Windows et Dreamcast. Il fait partie de la série Virtua Cop.

## Système de jeu
Le joueur incarne un membre des forces de l'ordre de Virtua City chargé d'éliminer les gangsters de la ville. Ces derniers surgissent des fenêtres, se déplacent à moto et peuvent s'envoler au moyen de réacteurs dorsaux. Tirer à côté de l'écran permet de recharger son arme et il est possible de trouver des bonus cachés dans des bidons. Le jeu ne possède que trois niveaux et un terrain d'entraînement.